# Liste der Kulturdenkmale in Quitzdorf am See
In der Liste der Kulturdenkmale in Quitzdorf am See sind die Kulturdenkmale der sächsischen Gemeinde Quitzdorf am See verzeichnet, die bis Januar 2019 vom Landesamt für Denkmalpflege Sachsen erfasst wurden (ohne archäologische Kulturdenkmale). Die Anmerkungen sind zu beachten.
Diese Aufzählung ist eine Teilmenge der Liste der Kulturdenkmale im Landkreis Görlitz.

## Horscha
| Bild                                    | Bezeichnung                           | Lage                                                          | Datierung                               | Beschreibung                                                                    | ID       |
| --------------------------------------- | ------------------------------------- | ------------------------------------------------------------- | --------------------------------------- | ------------------------------------------------------------------------------- | -------- |
|                                         | Grabstätte Eggeling                   | (Gemarkung Petershain, Flur 10, Flurstücke 90 und 91) (Karte) | Um 1900 (Kreuz); 1920er Jahre (Grabmal) | Ortsgeschichtlich von Bedeutung                                                 | 09269027 |
|                                         | Zwei Wegesteine                       | (350 m südwestlich des Ortes) (Karte)                         | 19. Jahrhundert                         | Verkehrsgeschichtlich von Bedeutung                                             | 09268366 |
| Direkt Bild zu diesem Denkmal hochladen | Wohnstallhaus und Erdkeller           | Horschaer Weg 8 (Karte)                                       | Um 1900                                 | Authentisch, regionaltypische Ziegelbauweise, sozialgeschichtlich von Bedeutung | 09268368 |
| Weitere Bilder                          | Industriemühlengebäude (Zischelmühle) | Zur Mühle 14 (Karte)                                          | Vor 1900 (Kern älter)                   | Baugeschichtlich und ortsgeschichtlich von Bedeutung                            | 09268367 |

## Kollm
| Bild           | Bezeichnung | Lage                                                       | Datierung | Beschreibung | ID       |
| -------------- | --- | ---------------------------------------------------------- | --- | --- | -------- |
|                | Bruchsteinmauer | (gegenüber Kirche) (Karte)                                 | 19. Jahrhundert | Gegenüber der Kirchhofsmauer gelegen, ortsbildprägend von Bedeutung | 09269017 |
|                | Wohnhaus in offener Bebauung (sogenanntes Freimaurerhaus) | Am Inselteich 1 (Karte)                                    | Laut Auskunft 1764 | Baugeschichtlich und ortsgeschichtlich von Bedeutung | 09278884 |
| Weitere Bilder | Brauereigebäude mit angebautem Wohnhaus und Brauereiteich mit Wasserleitung zum Gebäude (ehemalige Brauerei Mitschke) | Brauerteich 1 (Karte)                                      | Bezeichnet mit 1740 | Baugeschichtlich und ortsgeschichtlich von Bedeutung | 09269014 |
| Weitere Bilder | Pfarrhaus | Diehsaer Straße 1 (Karte)                                  | Kern 1662 | Baugeschichtlich und ortsgeschichtlich von Bedeutung | 09269015 |
| Weitere Bilder | Kirche mit Kirchhof, Einfriedungsmauer mit Kirchtor und zwei Grabmale | Diehsaer Straße 2 (Karte)                                  | Nach 1560 | Baugeschichtlich und ortsgeschichtlich und ortsbildprägend von Bedeutung | 09269016 |
|                | Wohnstallhaus und Seitengebäude eines kleinen Gehöfts | Hauptstraße 9 (Karte)                                      | 2. Hälfte 19. Jahrhundert | Regionaltypisches Relikt, authentisch, baugeschichtlich und sozialgeschichtlich von Bedeutung | 09269011 |
| Weitere Bilder | Ehemalige Schule | Hauptstraße 19 (Karte)                                     | 1900 | Backsteinbau, baugeschichtlich und ortsgeschichtlich von Bedeutung | 09269012 |
| Weitere Bilder | Herrenhaus (Neues Schloss, Nr. 6), Gesindehaus (Hauptstraße 27), zwei Wirtschaftsgebäude mit Ställen (Nr. 1, 1a, 3 und 4), ein weiteres Wirtschaftsgebäude mit Ställen (ehemaliges Altes Schloss, nur Erdgeschoss erhalten, Nr. 2), Eiskeller (Nr. 5), zwei mal zwei Torpfeiler, Reste der Einfriedung, historische Tanksäule und drei Grabsteine neben dem Neuen Schloss (Einzeldenkmale zu ID-Nr. 09302712) | Hauptstraße 27 (Zum Weinberg 1, 1a, 2, 3, 4, 5, 6) (Karte) | 1765 (Altes Schloss, 1945 zerstört); 1. und 2. Hälfte 19. Jahrhundert (Seitengebäude); 1909–1911 (Neues Schloss); um 1920 (Tanksäule) | Einzeldenkmale der Sachgesamtheit Rittergut Kollm; baugeschichtlich und ortsgeschichtlich von Bedeutung | 09269018 |
|                | Ländliches Wohnhaus | Priesenweg 2 (Karte)                                       | Vor 1900 | Regionaltypisch, authentisch, baugeschichtlich und sozialgeschichtlich von Bedeutung | 09269020 |
| Weitere Bilder | Wohnstallhaus | Ringstraße 7 (Karte)                                       | Vor 1900 | Regionaltypisch, authentisch, baugeschichtlich und sozialgeschichtlich von Bedeutung | 09269022 |
| Weitere Bilder | Begräbnisstätte von Henneken, Miquel und anderen, Eiskeller und um den Weinberg laufende Buchenhecke | Zum Weinberg (westlich des Ortes) (Karte)                  | 19. Jahrhundert | Steht im Zusammenhang mit dem Gut, ortsgeschichtlich von Bedeutung | 09269024 |
| Weitere Bilder | Rittergut Kollm (Sachgesamtheit) | Zum Weinberg 1, 1a, 2, 3, 4, 5, 6 (Hauptstraße 27) (Karte) | 18. bis Anfang 20. Jahrhundert | Sachgesamtheit Rittergut Kollm mit folgenden Einzeldenkmalen: Herrenhaus (Neues Schloss, Nr. 6), Gesindehaus (Hauptstraße 27), zwei Wirtschaftsgebäude mit Ställen (Nr. 1, 1a, 3 und 4), ein weiteres Wirtschaftsgebäude mit Ställen (ehemaliges Altes Schloss, nur Erdgeschoss erhalten, Nr. 2), Eiskeller (Nr. 5), zwei mal zwei Torpfeiler, Reste der Einfriedung, historische Tanksäule und drei Grabsteine neben dem Neuen Schloss (siehe Einzeldenkmal 09269018 unter gleicher Anschrift) sowie der Gutspark (Gartendenkmal); baugeschichtlich und ortsgeschichtlich von Bedeutung | 09302712 |
| Weitere Bilder | Herrenhaus (Neues Schloss, Nr. 6), Gesindehaus (Hauptstraße 27), zwei Wirtschaftsgebäude mit Ställen (Nr. 1, 1a, 3 und 4), ein weiteres Wirtschaftsgebäude mit Ställen (ehemaliges Altes Schloss, nur Erdgeschoss erhalten, Nr. 2), Eiskeller (Nr. 5), zwei mal zwei Torpfeiler, Reste der Einfriedung, historische Tanksäule und drei Grabsteine neben dem Neuen Schloss (Einzeldenkmale zu ID-Nr. 09302712) | Zum Weinberg 1, 1a, 2, 3, 4, 5, 6 (Hauptstraße 27) (Karte) | 1765 (Altes Schloss, 1945 zerstört); 1. und 2. Hälfte 19. Jahrhundert (Seitengebäude); 1909–1911 (Neues Schloss); um 1920 (Tanksäule) | Einzeldenkmale der Sachgesamtheit Rittergut Kollm; baugeschichtlich und ortsgeschichtlich von Bedeutung | 09269018 |

## Petershain
| Bild                                    | Bezeichnung | Lage                                        | Datierung                                                                                                   | Beschreibung | ID       |
| --------------------------------------- | --- | ------------------------------------------- | --- | --- | -------- |
|                                         | Grablege (Gruft) mit Grabmal und Einfriedung | (500 m östlich des Neuen Schlosses) (Karte) | 1. Drittel 20. Jahrhundert                                                                                  | Ortsgeschichtlich von Bedeutung | 09269028 |
| Direkt Bild zu diesem Denkmal hochladen | Transformatorenturm | (Flur 8, Flurstück 158) (Karte)             | 1920er Jahre                                                                                                | Zeugnis der Elektrifizierung, technikgeschichtlich von Bedeutung | 09269001 |
|                                         | Rittergut Petershain (Sachgesamtheit) | Dorfstraße 24, 28 (Karte)                   | 1578/1905                                                                                                   | Sachgesamtheit Rittergut Petershain mit folgenden Einzeldenkmalen: Herrenhaus (Neues Schloss, Nr. 28), Seitengebäude (ehemalige Brennerei, Nr. 24), Einfriedung mit Torbogen und Schlossteich (siehe Einzeldenkmal 09269005 unter gleicher Anschrift), der ehemalige Wirtschaftshof als Sachgesamtheitsteil sowie Gutspark (Gartendenkmal); baugeschichtlich und ortsgeschichtlich von Bedeutung | 09303167 |
|                                         | Herrenhaus (Neues Schloss, Nr. 28), Seitengebäude (ehemalige Brennerei, Nr. 24), Einfriedung mit Torbogen und Schloßteich (Einzeldenkmale zu ID-Nr. 09303167) | Dorfstraße 24, 28 (Karte)                   | Um 1900 (Gutsbrennerei); 1903/1905 (Neues Schloss); um 1905 (Einfriedung und Toreinfahrt)                   | Einzeldenkmale der Sachgesamtheit Rittergut Petershain; baugeschichtlich und ortsgeschichtlich von Bedeutung | 09269005 |
| Direkt Bild zu diesem Denkmal hochladen | Pfarrhaus (Umgebinde) und zwei Seitengebäude eines Dreiseithofes                                                                                              | Dorfstraße 34 (Karte)                       | Kern 1685                                                                                                   | Seltenheitswert, baugeschichtlich von Bedeutung | 09269003 |
| Weitere Bilder                          | Kirche mit Kirchhof, Aufbahrungshalle und Denkmal für die Gefallenen des Ersten Weltkrieges                                                                   | Dorfstraße 39 (Karte)                       | 1628 Dendro, Fachwerk und Dach über Schiff (Kirche); um 1800 (Aufbahrungshalle); nach 1918 (Kriegerdenkmal) | Baugeschichtlich und ortsgeschichtlich von Bedeutung, Fachwerkkirche, Seltenheitswert | 09269002 |
| Direkt Bild zu diesem Denkmal hochladen | Ehemalige Schmiede | Dorfstraße 56a (Karte)                      | Laut Auskunft um 1860, preußisches Kappengewölbe innen                                                      | Regionaltypisches Bauweise, authentisch, ortsgeschichtlich von Bedeutung | 09269000 |
| Direkt Bild zu diesem Denkmal hochladen | Wohnhaus und zwei Seitengebäude eines Dreiseithofes | Dorfstraße 69 (Karte)                       | Um 1900 | Regionaltypisch, weitgehend ursprünglich erhalten, baugeschichtlich und wirtschaftsgeschichtlich von Bedeutung | 09268999 |
| Direkt Bild zu diesem Denkmal hochladen | Wohnstallhaus und drei Seitengebäude eines Bauernhofes | Horschaer Weg 1 (Karte)                     | Nach 1900                                                                                                   | Regionaltypisch, authentisch, baugeschichtlich und wirtschaftsgeschichtlich von Bedeutung | 09269004 |
|                                         | Pest-Denkmal (Pestaltar) | Siedlung (Karte)                            | Bezeichnet mit 1632                                                                                         | Findling mit Inschrift: „Pest Altar 1632“ sowie Malteserkreuz, ortsgeschichtlich von Bedeutung | 09269007 |

### Streichung von der Denkmalliste (Petershain)
| Bild | Bezeichnung                 | Lage                  | Datierung | Beschreibung                                                           | ID       |
| ---- | --------------------------- | --------------------- | --------- | ---------------------------------------------------------------------- | -------- |
|      | Bahnwärterhaus und Schuppen | Dorfstraße 23 (Karte) | 1912      | Verkehrsgeschichtlich von Bedeutung; zwischen 2014 und 2016 abgerissen | 09269006 |

## Sproitz
| Bild                                    | Bezeichnung                             | Lage                                  | Datierung           | Beschreibung | ID       |
| --------------------------------------- | --------------------------------------- | ------------------------------------- | ------------------- | --- | -------- |
| Weitere Bilder                          | Grabstätte von General Wrangel          | (Aue, südöstlich des Ortes) (Karte)   | Um 1900             | Ehrenhain, Obelisk mit Medaillons, zwei Gräber mit Grabplatten, ortsgeschichtlich von Bedeutung; Grab für Karl von Wrangel und seine Frau | 09268369 |
|                                         | Mord- und Sühnekreuz                    | (Ortsausgang Richtung Westen) (Karte) | 15./16. Jahrhundert | Ortsgeschichtlich von Bedeutung | 09278869 |
| Direkt Bild zu diesem Denkmal hochladen | Wohnhaus                                | Am Schwarzen Schöps 3 (Karte)         | Nach 1850           | Regionaltypisch, baugeschichtlich von Bedeutung                                                                                           | 09269025 |
| Direkt Bild zu diesem Denkmal hochladen | Wohnstallhaus                           | Am Schwarzen Schöps 28 (Karte)        | Vor 1900            | Mit Fachwerkgiebel, weitgehend ursprünglich erhalten, regionaltypisches Relikt, baugeschichtlich von Bedeutung                            | 09269008 |
| Weitere Bilder                          | Wohnmühlenhaus mit Mühlenanbau und Silo | Seer Straße 6, 7 (Karte)              | Kern 1625; vor 1900 | Baugeschichtlich, ortsgeschichtlich und technikgeschichtlich von Bedeutung                                                                | 09269010 |
| Direkt Bild zu diesem Denkmal hochladen | Wohnstallhaus                           | Ulmengasse 5 (Karte)                  | Um 1900             | Regionaltypisches Relikt, weitgehend ursprünglich erhalten, baugeschichtlich von Bedeutung                                                | 09269009 |

## Steinölsa
| Bild                                    | Bezeichnung                                                             | Lage                         | Datierung                 | Beschreibung | ID       |
| --------------------------------------- | ----------------------------------------------------------------------- | ---------------------------- | ------------------------- | --- | -------- |
| Direkt Bild zu diesem Denkmal hochladen | Holzhaus der Firma Christoph & Unmack (St. Hubertus)                    | Bautzner Straße 1, 2 (Karte) | Nach 1920                 | Das Blockhaus, im Werbekatalog der damals weltweit agierenden Holzbaufirma Christoph & Unmack „Nordische Blockhäuser“ als „St. Hubertus“ bezeichnet, stammt aus den 1920er Jahren. Trotz romantischer Elemente (Schweizerstil) ist auch dieses Gebäude Produkt moderner Elementfabrikation; Querverbretterung, Veranda, Obergeschosserker, hochgradig ursprünglich erhalten, Schlagläden, sogar innen noch mit Einbauschränken, in diesem Sinne von Seltenheitswert; große baugeschichtliche Bedeutung. | 09269026 |
| Direkt Bild zu diesem Denkmal hochladen | Gasthof mit Tanzsaal und gegenüberliegender Ausspanne                   | Bautzener Straße 4 (Karte)   | 2. Hälfte 19. Jahrhundert | Weitgehend authentisch, regionaltypischer Putzbau, hochgradig authentisch, bau- und ortsgeschichtlich von Bedeutung | 09268997 |
| Direkt Bild zu diesem Denkmal hochladen | Wohnhaus mit integrierter Scheune und Seitengebäude eines Zweiseithofes | Bautzener Straße 6 (Karte)   | Um 1900                   | Regionaltypisch, von weitgehender Ursprünglichkeit, baugeschichtlich und wirtschaftsgeschichtlich von Bedeutung | 09268996 |
| Direkt Bild zu diesem Denkmal hochladen | Wohnhaus                                                                | Waldhof 2 (Karte)            | Um 1900                   | Putzbau mit Einflüssen des Schweizerstils, ohne hinteren Anbau, baugeschichtlich von Bedeutung | 09268370 |

## Tabellenlegende
- Bild: Bild des Kulturdenkmals, ggf. zusätzlich mit einem Link zu weiteren Fotos des Kulturdenkmals im Medienarchiv Wikimedia Commons. Wenn man auf das Kamerasymbol klickt, können Fotos zu Kulturdenkmalen aus dieser Liste hochgeladen werden:
- Bezeichnung: Denkmalgeschützte Objekte und ggf. Bauwerksname des Kulturdenkmals
- Lage: Straßenname und Hausnummer oder Flurstücknummer des Kulturdenkmals. Die Grundsortierung der Liste erfolgt nach dieser Adresse. Der Link (Karte) führt zu verschiedenen Kartendiensten mit der Position des Kulturdenkmals. Fehlt dieser Link, wurden die Koordinaten noch nicht eingetragen. Sind diese bekannt, können sie über ein Tool mit einer Kartenansicht einfach nachgetragen werden. In dieser Kartenansicht sind Kulturdenkmale ohne Koordinaten mit einem roten bzw. orangen Marker dargestellt und können durch Verschieben auf die richtige Position in der Karte mit Koordinaten versehen werden. Kulturdenkmale ohne Bild sind an einem blauen bzw. roten Marker erkennbar.
- Datierung: Baubeginn, Fertigstellung, Datum der Erstnennung oder grobe zeitliche Einordnung entsprechend des Eintrags in der sächsischen Denkmaldatenbank
- Beschreibung: Kurzcharakteristik des Kulturdenkmals entsprechend des Eintrags in der sächsischen Denkmaldatenbank, ggf. ergänzt durch die dort nur selten veröffentlichten Erfassungstexte oder zusätzliche Informationen
- ID: Vom Landesamt für Denkmalpflege Sachsen vergebene, das Kulturdenkmal eindeutig identifizierende Objekt-Nummer. Der Link führt zum PDF-Denkmaldokument des Landesamtes für Denkmalpflege Sachsen. Bei ehemaligen Kulturdenkmalen können die Objektnummern unbekannt sein und deshalb fehlen bzw. die Links von aus der Datenbank entfernten Objektnummern ins Leere führen. Ein ggf. vorhandenes Icon  führt zu den Angaben des Kulturdenkmals bei Wikidata.